# Neotoma magister
O Allegheny woodrat (Neotoma magister), é uma espécie de "pack rat" no gênero Neotoma. Uma vez que se acredita ser uma subespécie do rato-do-mato (Neotoma floridana), extensa análise de DNA provou que é uma espécie distinta.

## Descrição
O allegheny woodrat é um roedor de tamanho médio quase indistinguível do woodrat oriental intimamente relacionado, embora um pouco maior em média, e muitas vezes com bigodes mais longos. Os adultos normalmente variam de 31 a 45 cm (12 a 18 pol) em comprimento total, incluindo uma cauda medindo 15 a 21 cm (5,9 a 8,3 pol). Os machos pesam 357 g (13 oz) em média, enquanto as fêmeas são um pouco menores, pesando em média 337 g (12 oz)
É o segundo maior membro dos ratos nativos da América do Norte, e pode pesar até um quilo, aproximadamente o tamanho de um esquilo-cinzento.
A pele é longa, macia e cinza acastanhada ou canela, enquanto as partes inferiores e os pés são brancos. Eles têm olhos grandes e orelhas nuas. Sua característica mais distintiva são suas caudas: enquanto as caudas dos ratos europeus são nuas com pêlos apenas ligeiramente visíveis, as caudas dos ratos são completamente peludas com pêlos de cerca de um terço de uma polegada de comprimento e predominantemente pretos por cima e brancos por baixo.
Os whiskers são extraordinariamente longos, normalmente mais de 5 cm (2 pol) de comprimento. Cerca de 50 bigodes são encontrados em cada lado, consistindo de uma mistura de pêlos pretos rígidos e brancos mais macios.

## Habitat e ecologia
Os Allegheny woodrats preferem afloramentos rochosos associados a cumes de montanhas, como falésias, cavernas, encostas de tálus e até minas. Isso é verdade principalmente para a Pensilvânia e Maryland. Na Virgínia e na Virgínia Ocidental, os ratos-do-mato são encontrados em cumes, mas também em encostas laterais em cavernas e campos de talus (pedregulhos e colapso). A floresta circundante é geralmente decídua. Ao longo de seu alcance, eles são encontrados em florestas mistas de pinheiro-carvalho, mas também são encontrados em vários outros tipos de floresta, mais comumente com uma mistura de [[madeira dura] ] árvores.
Suas dietas consistem principalmente de materiais vegetais, incluindo brotos, folhas, caules, frutas, sementes, bolotas e outras nozes. Eles armazenam seus alimentos em caches e comem cerca de 5% do seu peso corporal por dia. Os predadores incluem corujas, gambás, doninhas, raposas, guaxinins, linces, cobras grandes e humanos. Em um ponto, o rato Allegheny foi caçado por comida e às vezes morto devido à falsa identificação com base em sua semelhança com ratos europeus mais problemáticos.

## Comportamento
Noturno, os Allegheny woodrats passam suas noites forrageando, coletando alimentos e materiais de nidificação. Eles são mais ativos durante a primeira parte da noite, cerca de meia hora após o pôr do sol e novamente pouco antes do amanhecer. Durante o verão, os machos têm home ranges de cerca de 6,5 ha (16 acre(s)s), e as fêmeas de cerca de 2,5 ha (6,2 acre(s)s). No entanto, eles se contraem drasticamente no final do outono e no inverno, quando há pouca comida fresca disponível, e eles dependem de seus esconderijos para sobreviver. Nesses momentos, as áreas de residência podem diminuir para apenas 0,65 ha (1,6 acre(s)s).
Os indivíduos geralmente são agressivos uns com os outros, especialmente quando competem por locais de nidificação e, embora as áreas de vida possam se sobrepor, cada um defende ativamente sua própria toca. Geralmente são animais quietos, mas há relatos de que em cativeiro fazem ruídos de "guincho" e "choramingo".
Eles raramente viajam mais do que algumas centenas de metros de suas áreas de vida.
Eles também coletam e armazenam vários itens não alimentares, como tampas de garrafas, conchas de caracóis, moedas, cartuchos de armas, penas e ossos. Esta característica é responsável pelo apelido "trade rat" ou "pack rat". Esses ratos formam pequenas colônias em que suas áreas de nidificação consistem em uma rede de pistas subterrâneas e muitas latrinas conspícuas. Latrinas são grandes pilhas de fezes que os ratos depositam em rochas planas protegidas. Em alguns casos, pesquisadores encontraram folhas secas colocadas ao redor da área de nidificação que aparecem para atuar como alarmes para alertar os ratos do perigo que se aproxima.
Além das latrinas, os ratos-do-mato Alleghany de ambos os sexos também marcam com cheiro vários objetos ao redor de suas áreas de vida, usando uma glândula odorífera em suas partes inferiores. A glândula torna-se particularmente proeminente em torno da época de reprodução, e diz-se que produz um odor forte.

## Reprodução
Ao contrário da maioria dos outros roedores, os ratos-do-mato Allegheny não são criadores prolíficos. A época de reprodução é variável em toda a sua extensão, mas é amplamente entre março e outubro, e eles têm em média duas ou três ninhadas por ano. A gestação dura de 30 a 36 dias e resulta no nascimento de uma ninhada de um a quatro filhotes (normalmente dois)
Os jovens nascem sem pelos e cegos, pesando 15 a 17 g (0,53 a 0,60 oz). Eles ficam totalmente peludos em duas semanas e abrem os olhos em três semanas. Eles vivem com suas mães em ninhos compostos de grama, casca e materiais semelhantes, muitas vezes localizados em fendas ou bordas relativamente inacessíveis.
Os Allegheny woodrats tornam-se sexualmente maduros aos três a quatro meses de idade, e, na natureza, sabe-se que vivem até 58 meses.

## Distribuição e status
Os ratos-do-mato Allegheny são distribuídos principalmente ao longo das Montanhas Apalaches. Historicamente, eles foram encontrados tão ao norte quanto Connecticut e possivelmente Massachusetts (onde agora estão extirpados), sudeste de Nova York (extirpado), norte de Nova Jersey e norte da Pensilvânia a sudoeste através do oeste de Maryland, Tennessee, Kentucky, Virgínia Ocidental, norte e oeste Virgínia ao nordeste do Alabama e noroeste da Carolina do Norte com populações isoladas ao norte do rio Ohio no sul de Ohio (extirpado) e no sul de Indiana (reintroduzido). O rio Tennessee é geralmente aceito como o limite de alcance sul. Não há subespécies reconhecidas. Fósseis pertencentes à espécie são conhecidos de depósitos de meados do Pleistoceno em Maryland e West Virginia.
Embora o allegheny woodrat não seja uma espécie ameaçada ou ameaçada de extinção listada pelo governo federal, está em grande declínio e é listado pelo estado:
| Estado | Status                  |
| ------ | ----------------------- |
| AL     | Ameaçado                |
| CT     | Extirpado               |
| IN     | Ameaçadas de extinção   |
| KY     | Aparentemente Seguro    |
| MA     | Extirpado               |
| MD     | Ameaçadas de extinção   |
| NC     | Ameaçadas de extinção   |
| NJ     | Ameaçadas de extinção   |
| NY     | Extirpado               |
| OH     | Extirpado               |
| PA     | Ameaçado                |
| TN     | Ameaçado                |
| VA     | Espécies de Preocupação |
| WV     | Ameaçado                |

## Causas e gestão do declínio

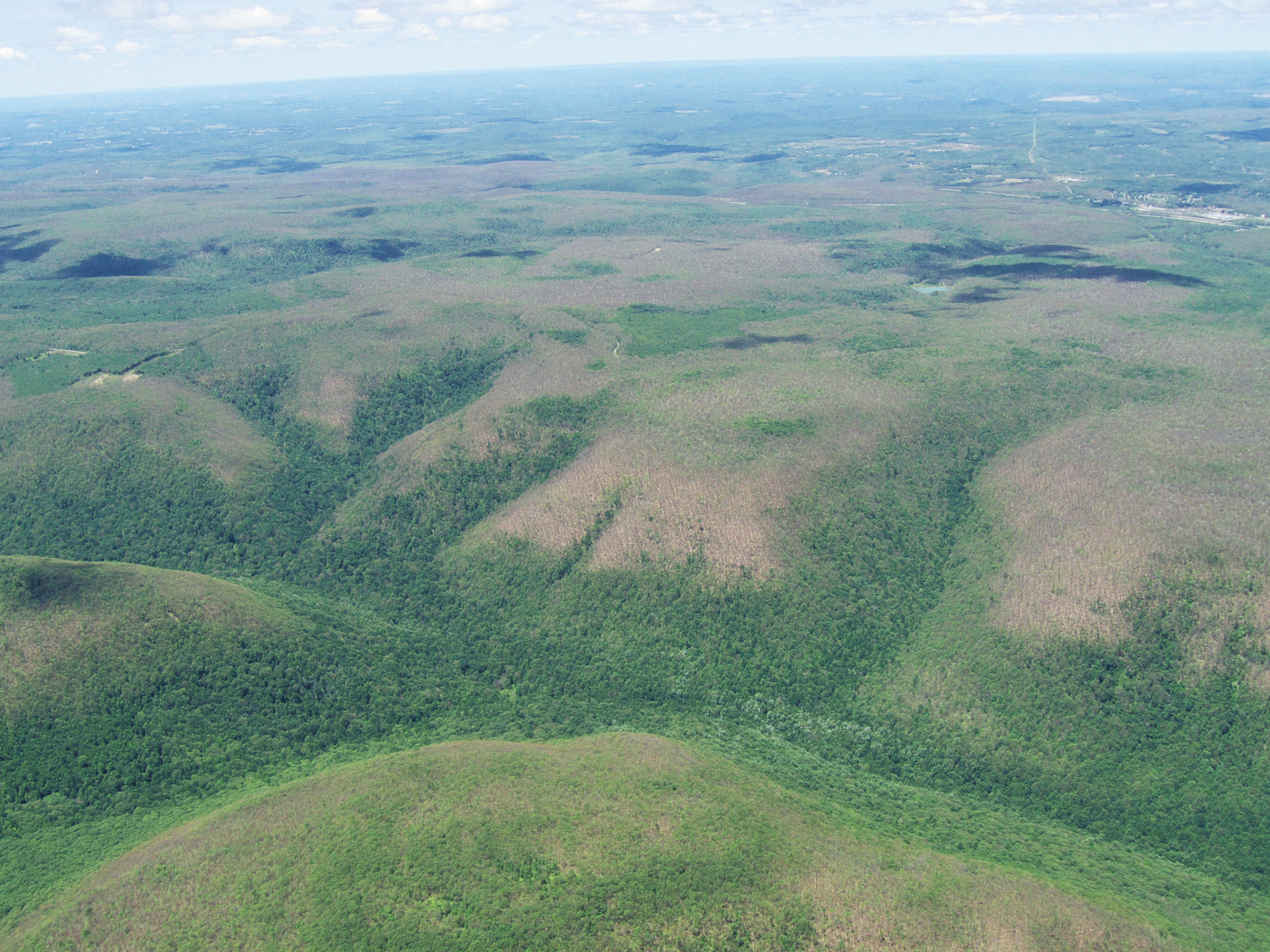
Gypsy moth defoliation of hardwoods along the Allegheny Front near Snow Shoe, Pennsylvania, in July 2007, may be a cause of woodrat population declines.

Em partes de seu alcance (Nova York, Nova Jersey e Pensilvânia), a população de Allegheny woodrat está em declínio nos últimos 30 anos. Eles foram extirpados de Connecticut, Massachusetts, Nova York e partes da Pensilvânia, Nova Jersey e Maryland.
As razões para o declínio ainda não são totalmente compreendidas, mas acredita-se que envolvam uma combinação de fatores. A primeira razão é um parasita, a lombriga do guaxinim, Baylisascaris procyonis, que é quase sempre fatal para os woodrats. Raccoons easily adapt to environmental change, and have thrived in the traditional woodrat habitat, increasing infection by the parasite, which enters woodrats because they eat the plant and seed material in raccoon feces. Another frequently cited cause is near total loss of American chestnuts caused by chestnut blight and of defoliation of oaks by an invasion of gypsy moths (lowering available supplies of acorns for woodrats). Increased competition for acorns with overabundant white-tailed deer, and increasing populations of black bear and turkey may also have a negative impact on woodrat survival.  Predation by great horned owls has also been cited. Finally, increased human encroachment causes fragmentation and destruction of the woodrats' habitat.
Presente há pelo menos 20.000 anos no estado de Nova York, o aumento da população de guaxinins a partir da década de 1960 fez com que o Allegheny woodrat extirpado de Nova York em 1987. A reintrodução de 30 woodrats de West Virginia perto de Mohonk foi um fracasso completo ; a população foi exterminada em um ano e, de 52 animais, apenas 12 tinham carcaças passíveis de inspeção; 11 dos 12 morreram de complicações da lombriga.
O Programa de Vida Selvagem e Ameaçada de Extinção de Indiana atualmente monitora o status, a distribuição e a população. Eles também estão realizandoPredefinição:When pesquisas de campo para novas localidades e pesquisas para identificar os fatores de declínio.
O Programa de Espécies Ameaçadas e Não Caçadas da Divisão de Peixes e Vida Selvagem de Nova Jersey apoiou a pesquisa de Kathleen LoGiudice. Ela desenvolveu uma droga para ser distribuída por meio de isca que os guaxinins comeriam, interrompendo o crescimento e a eliminação do parasita da lombriga por cerca de três semanas, reduzindo efetivamente a deposição de ovos da lombriga perto dos locais de nidificação de ratos-do-mato, reduzindo assim a ameaça do parasita em ratos-do-mato. .
A Pensilvânia está conduzindo um estudo de três anosPredefinição:When parcialmente financiado por uma Game Commission State Wildlife Grant e sendo liderado pela Indiana University of Pennsylvania em uma tentativa de lançar luz sobre as mudanças diárias e sazonais movimentos de ratos-do-mato, identificar habitats de ratos-do-mato de alta qualidade e aprender se fornecer esconderijos de alimentos pode aumentar uma população. Seu trabalho incluirá radiotelemetria, perfil de DNA e captura de marca-recaptura.
O Departamento de Recursos Naturais de Maryland realizou armadilhas e pesquisas para estudar o habitat do rato-bravo.
Pesquisadores da Universidade da Geórgia estudam ratos-do-mato Allegheny na Virgínia desde 1990. Atualmente, eles estão investigando as relações de DNA de ratos-do-mato Allegheny sob uma bolsa do Departamento de Caça e Pesca Interior da Virgínia. Eles estão comparando o DNA moderno com o DNA histórico de espécimes de museus como forma de caracterizar a diversidade genética remanescente na espécie.[carece de fontes?]

## Referencias
1. ↑  Linzey, A.V. & NatureServe (Hammerson, G., Whittaker, J.C. & Norris, S.J.). 2008. Neotoma magister. The IUCN Red List of Threatened Species 2008: e.T14581A4446084. https://dx.doi.org/10.2305/IUCN.UK.2008.RLTS.T14581A4446084.en. Downloaded on 06 March 2021.
2. ↑  Edwards, C.W.; Bradley, R.D. (2001). «Molecular phylogenetics of the Neotoma floridana species group». Journal of Mammalogy. 82 (3): 791–798. doi:10.1644/1545-1542(2001)082<0791:MPOTNF>2.0.CO;2
3. 1 2 3 4 5 6 7  Castleberry, C.B.;  et al. (2006). «Neotoma magister». Mammalian Species. 789: Number 789: pp. 1–5. doi:10.1644/789.1
4. 1 2  http://www.dec.ny.gov/animals/6975.html
5. 1 2  "Pennsylvania Game Commission"
6. ↑  Castleberry, N.L.;  et al. (2002). «Allegheny woodrat (Neotoma magister) hábitos alimentares nos Apalaches centrais». American Midland Naturalist. 47 (1): 80–92. doi:10.1674/0003- 0031(2002)147[0080:AWNMFH]2.0.CO;2 Verifique  |doi= (ajuda)
7. 1 2 3  «Indiana Division of Fish and Wildlife». Consultado em 13 de janeiro de 2008. Arquivado do original em 22 de dezembro de 2007
8. 1 2  " NYS Dept. of Environmental Conservation"
9. ↑  Hornsby, B.S.;  et al. (2005). «Fall movements of Allegheny woodrats in harvested and intact stands in West Virginia». Northern Journal of Applied Forestry. 22 (4): 281–284. doi:10.1093/njaf/22.4.281
10. ↑  Kinsey, K.P. (1977). «Comportamento agonístico e organização social em uma população reprodutiva de ratos-do-mato Allegheny, Neotoma floridana magister». Journal of Mammalogy. 58 (3): 417– 419. JSTOR 1379342. doi:10.2307/1379342
11. ↑  Mengak, M.T.; Zadnik, A.K. (2005). «Behavior of captive Allegheny woodrats (Neotoma magister) in Virginia» (PDF). Banisteria. 26: 11–14 [ligação inativa]
12. ↑  Kinsey, K.P. (1976). «Comportamento social em populações confinadas do rato Allegheny, Neotoma floridana magister» 1 ed. Comportamento Animal. 24: 181–187. doi:10.1016/S0003- 3472(76)80112-1 Verifique  |doi= (ajuda)
13. 1 2 3  Poole, E.L. (1940). «A life history sketch of the Allegheny woodrat». Journal of Mammalogy. 21 (3): 249–270. JSTOR 1374753. doi:10.2307/1374753
14. ↑  Mengak, M.T. (2002). «Reproduction, juvenile growth and recapture rates of Allegheny woodrats (Neotoma magister) in Virginia». American Midland Naturalist. 148 (1): 155–162. doi:10.1674/0003-0031(2002)148[0155:RJGARR]2.0.CO;2
15. ↑  Mengak, M.T.;  et al. (2002). «Longevity record for a wild Allegheny woodrat (Neotoma magister) in West Virginia». Virginia Journal of Science. 53 (3): 167–170
16. 1 2  "natureserv"
17. ↑  "Team Woodrat status"
18. ↑  «Allegheny Woodrat in Alabama». Consultado em 14 de janeiro de 2008. Arquivado do original em 3 de dezembro de 2007
19. ↑  Balcom, Betsie J.; Richard H. Yahner (abril de 1996). «Microhabitat and Landscape Characteristics Associated with the Threatened Allegheny Woodrat». Conservation Biology. 10 (2): 515–25. JSTOR 2386866. doi:10.1046/j.1523-1739.1996.10020515.x
20. ↑  https://www.dec.ny.gov/animals/6975.html
21. ↑  "Allegheny Woodrat - New Jersey"
22. ↑  «A Rocky Existence: The Woodrat In Pennsylvania». The Outdoor Wire. 17 de julho de 2007. Consultado em 10 de fevereiro de 2010. Arquivado do original em 17 de julho de 2011
23. ↑  «In Pursuit of the Allegheny Woodrat». Consultado em 14 de janeiro de 2008. Arquivado do original em 18 de dezembro de 2004

Predefinição:Neotominae